# Opel Astra
Az Opel Astra egy családi személygépkocsicsalád, amit az Opel, a General Motors európai leányvállalata gyárt.

## Astra F (1991–1998) Classic (1998-2002)
Az Opel Astra F-et 1991-ben mutatták be. Kapható volt háromajtós, négyajtós szedán, ötajtós, kombi és az olasz Bertone által tervezett Cabrio formában is. 1994 végén jött el a ráncfelvarrás ideje, ekkor keletkezett a képeken látható facelift változat. 1998-ban váltotta fel az Astra G, de ezután is tovább gyártották Astra Classic néven egészen 2002-ig.

### Képgaléria

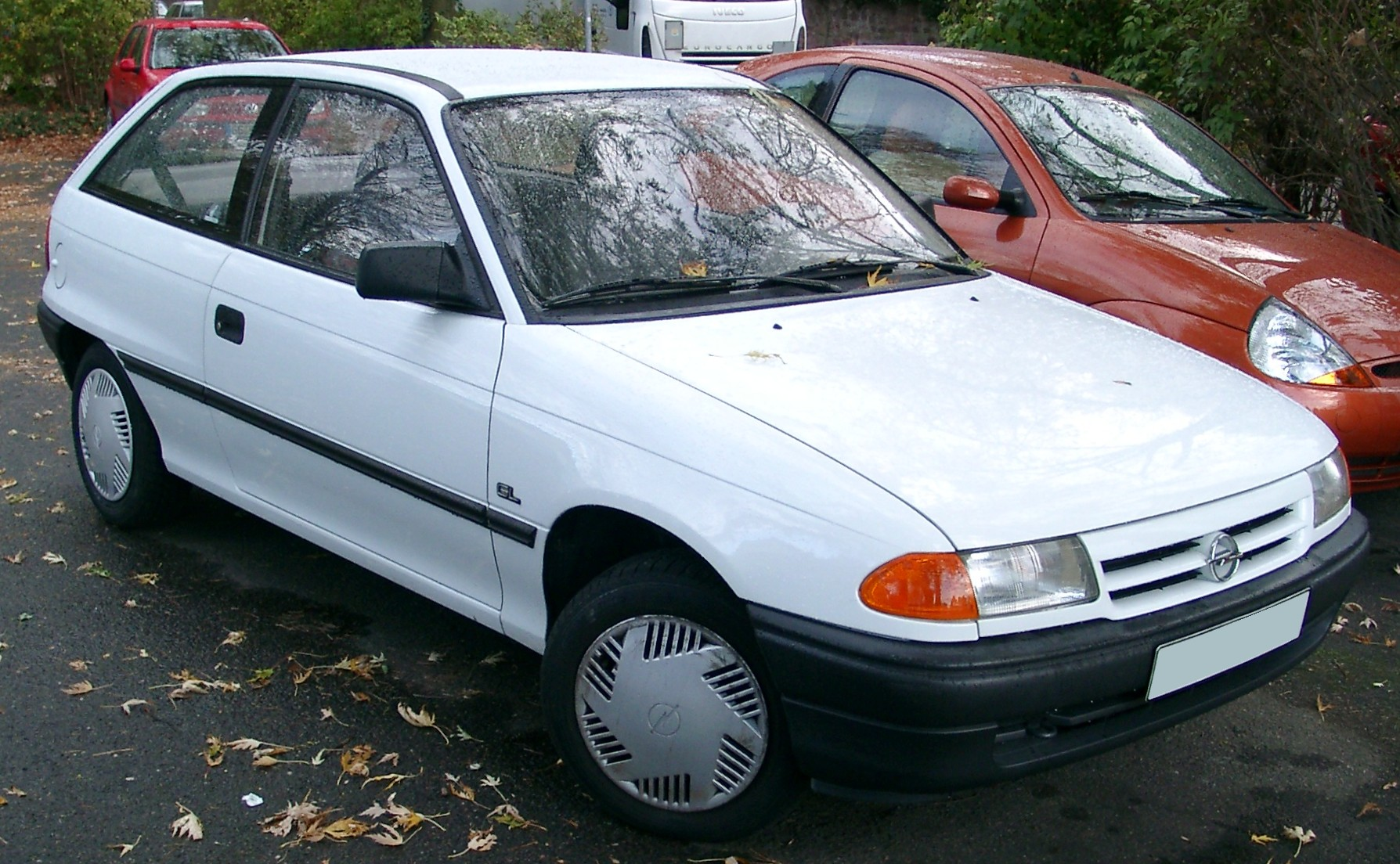
Astra F elölről
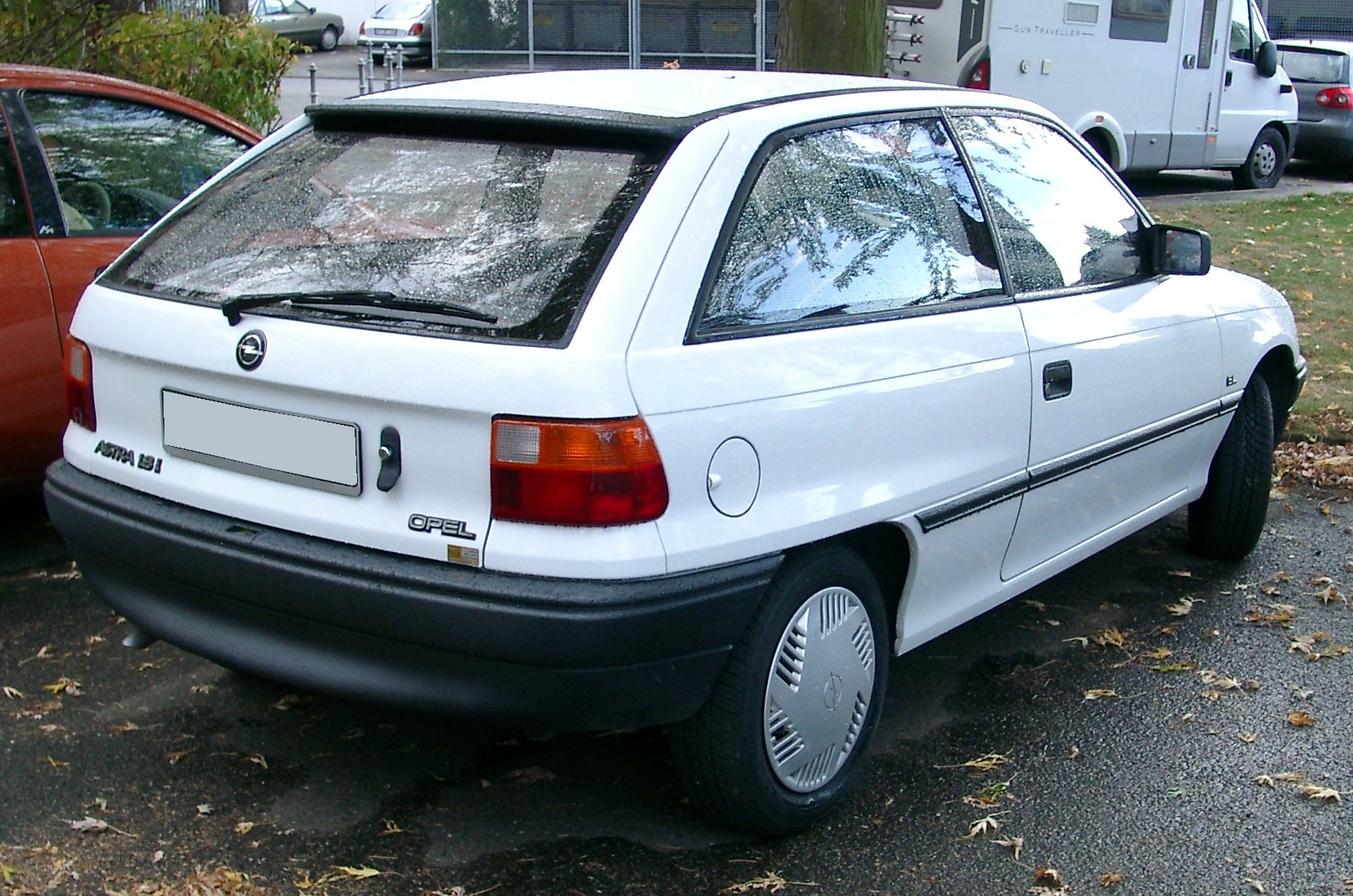
Astra F hátulról
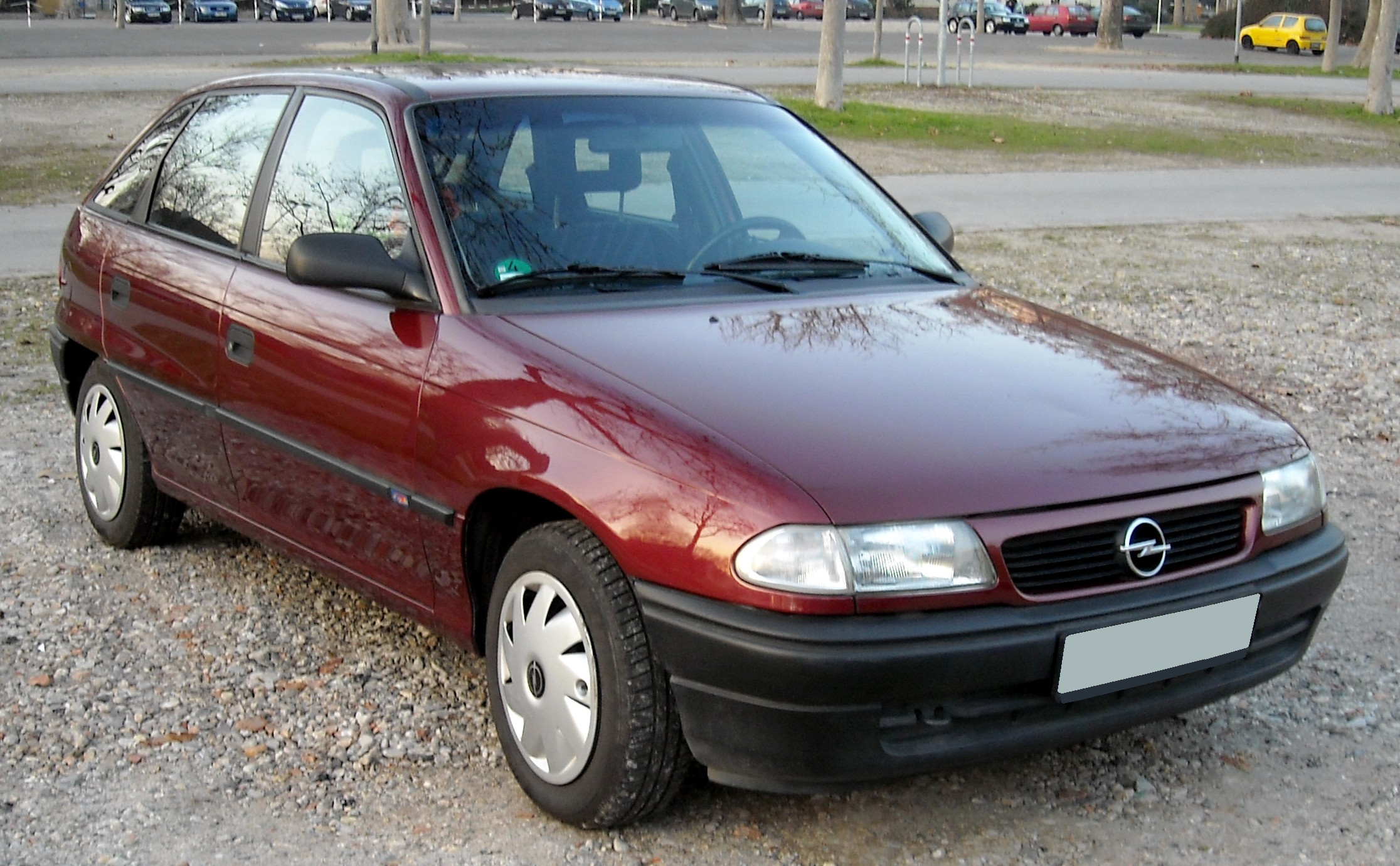
Astra F facelift elölről
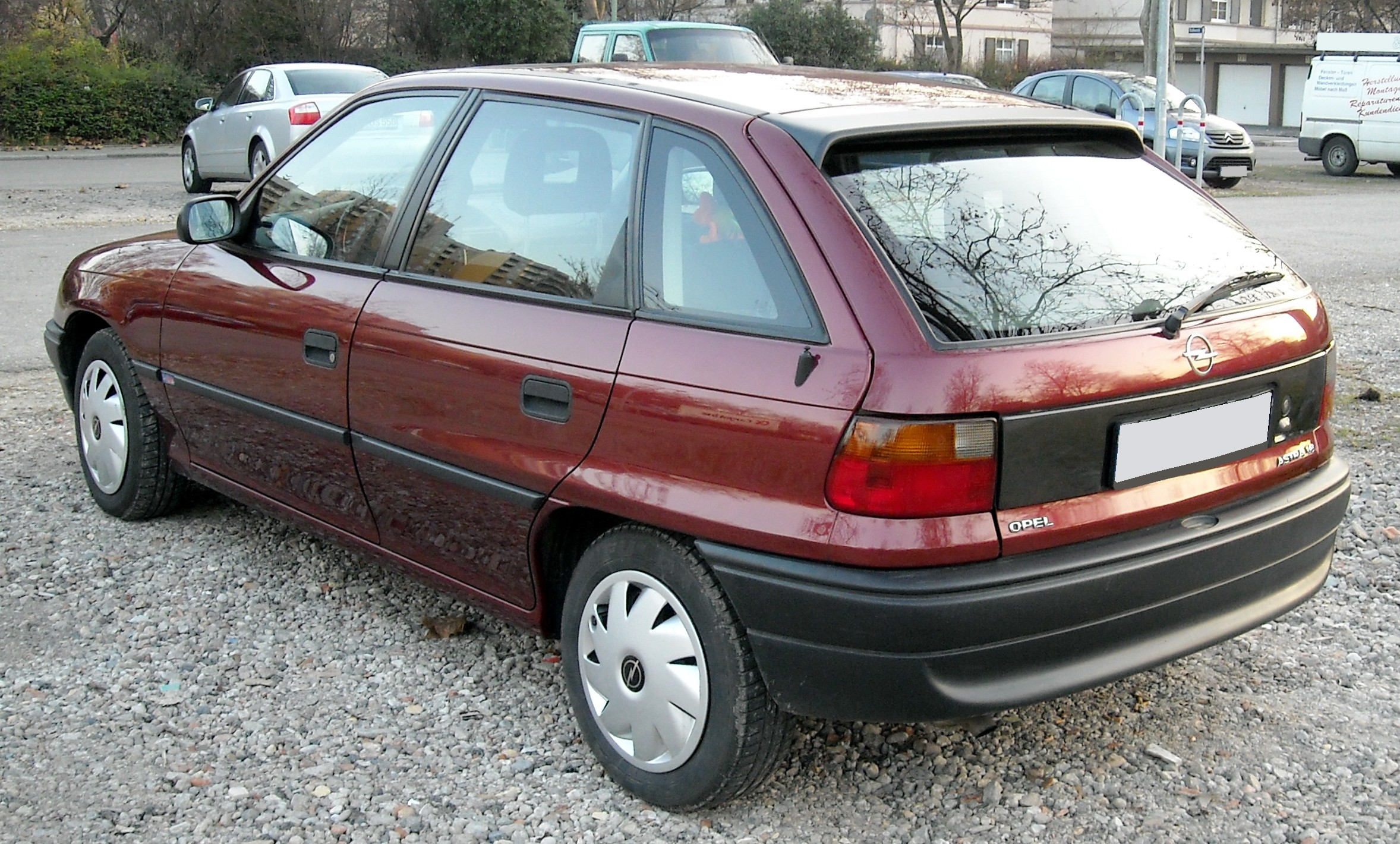
Astra F facelift hátulról
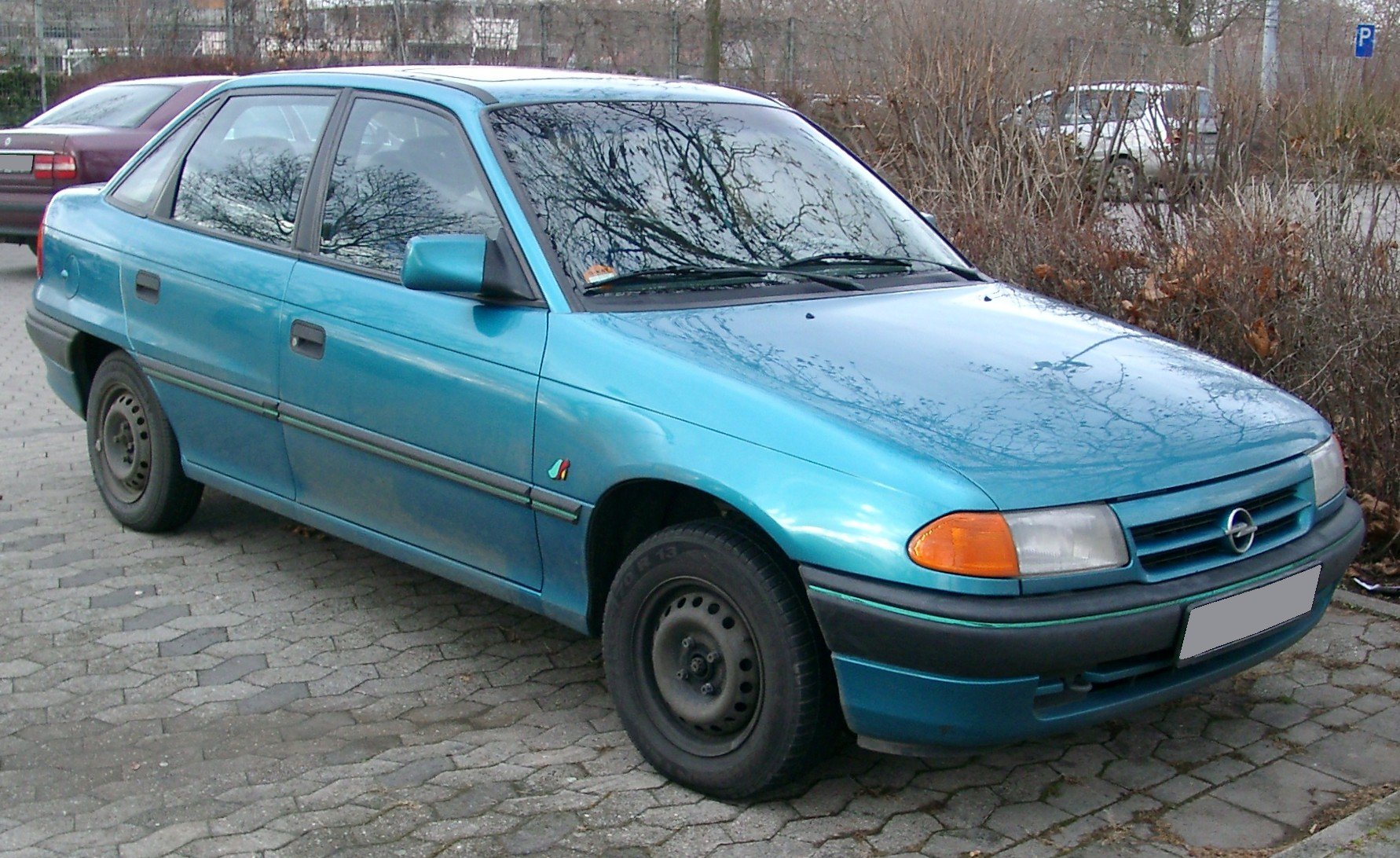
Astra F szedán elölről
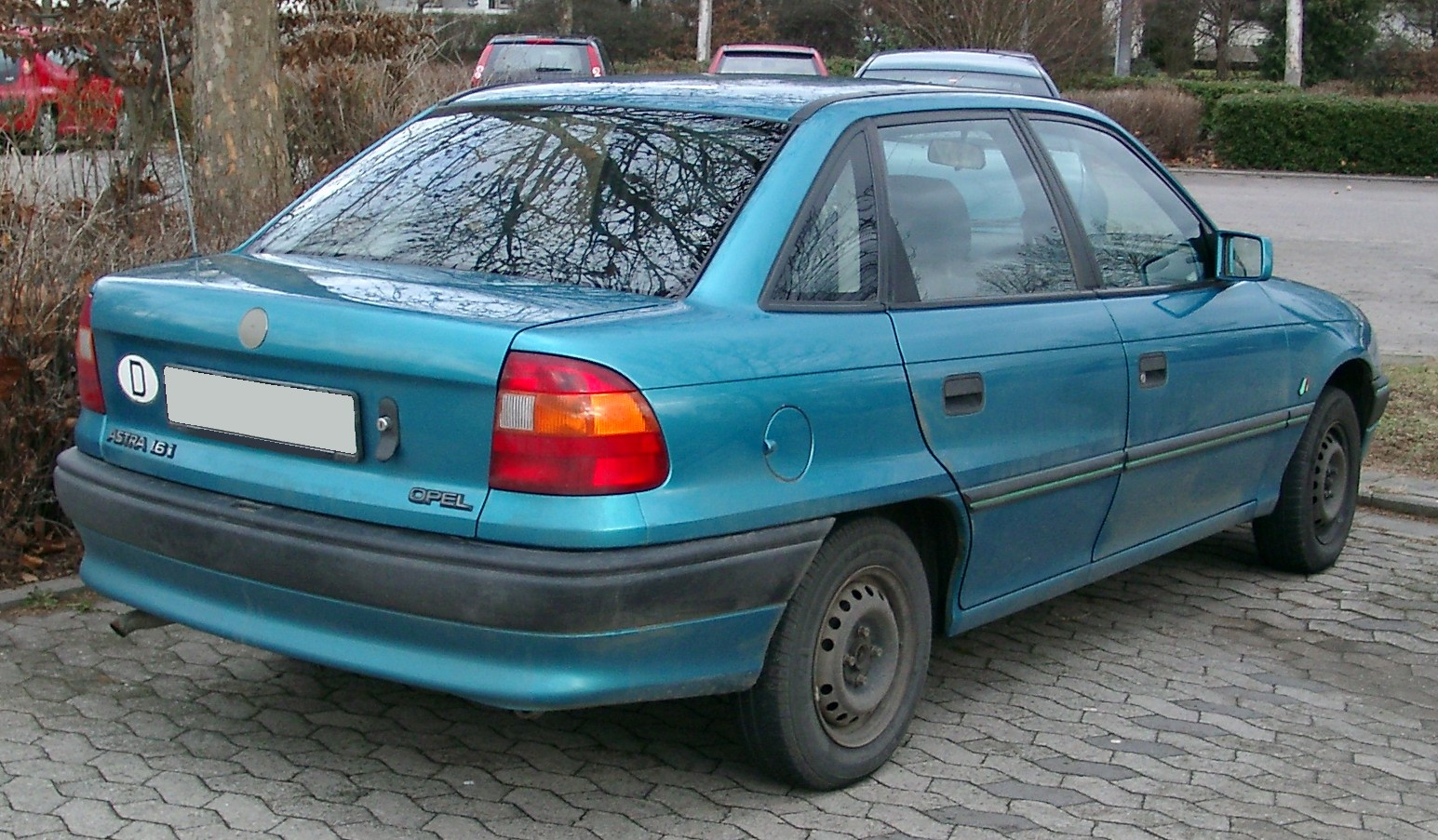
Astra F szedán hátulról
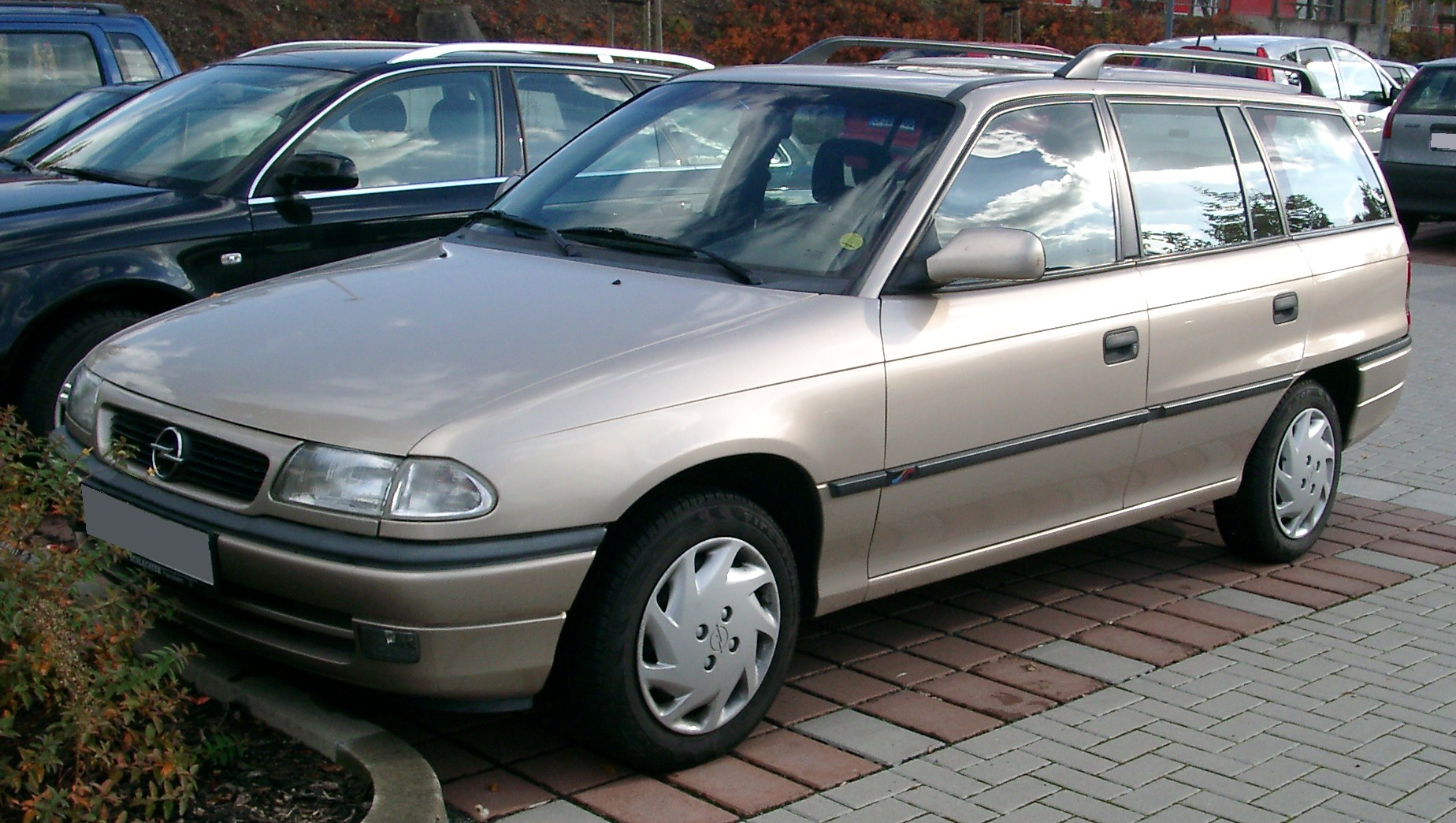
Astra F Caravan facelift elölről
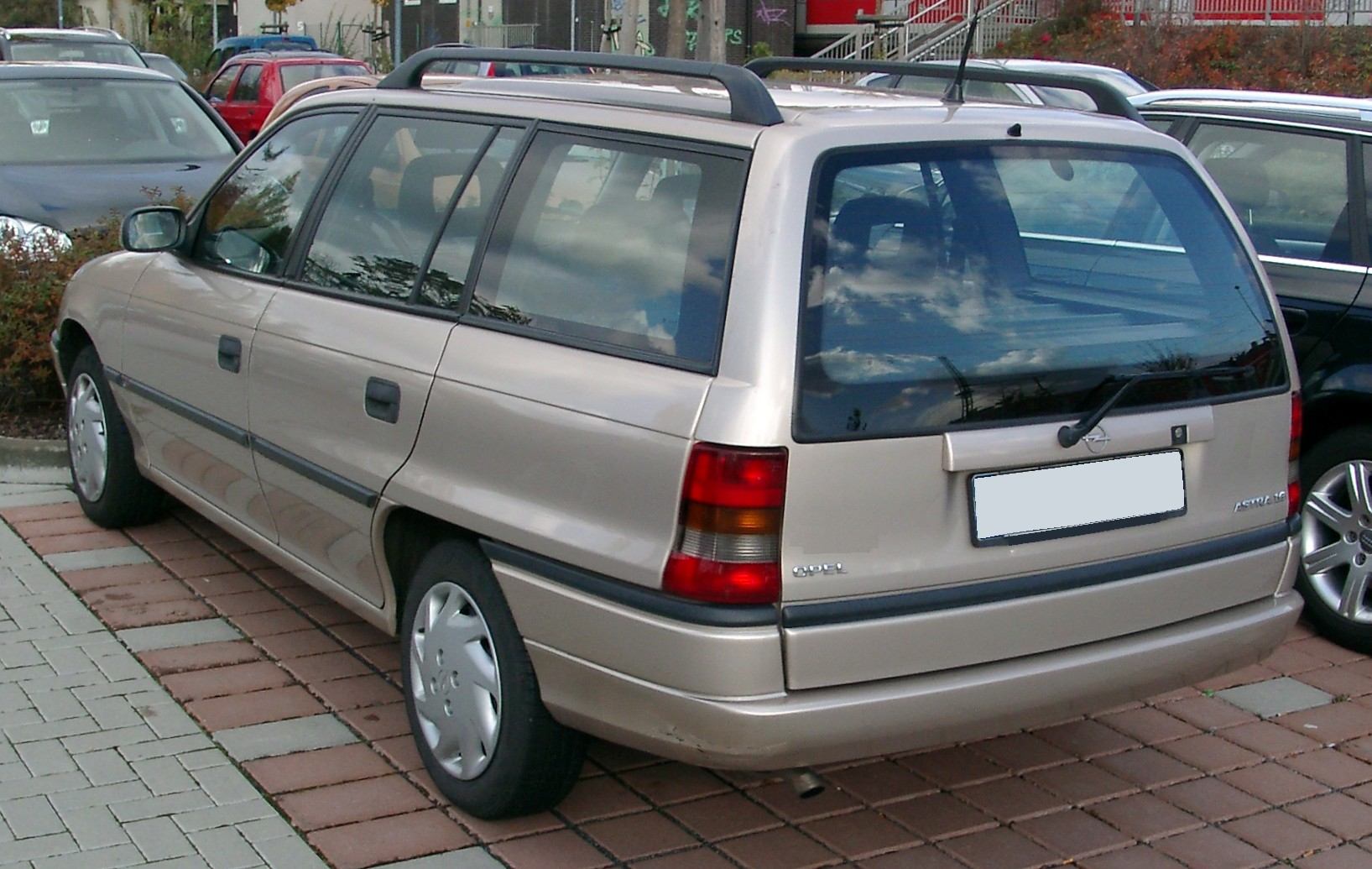
Astra F Caravan facelift hátulról
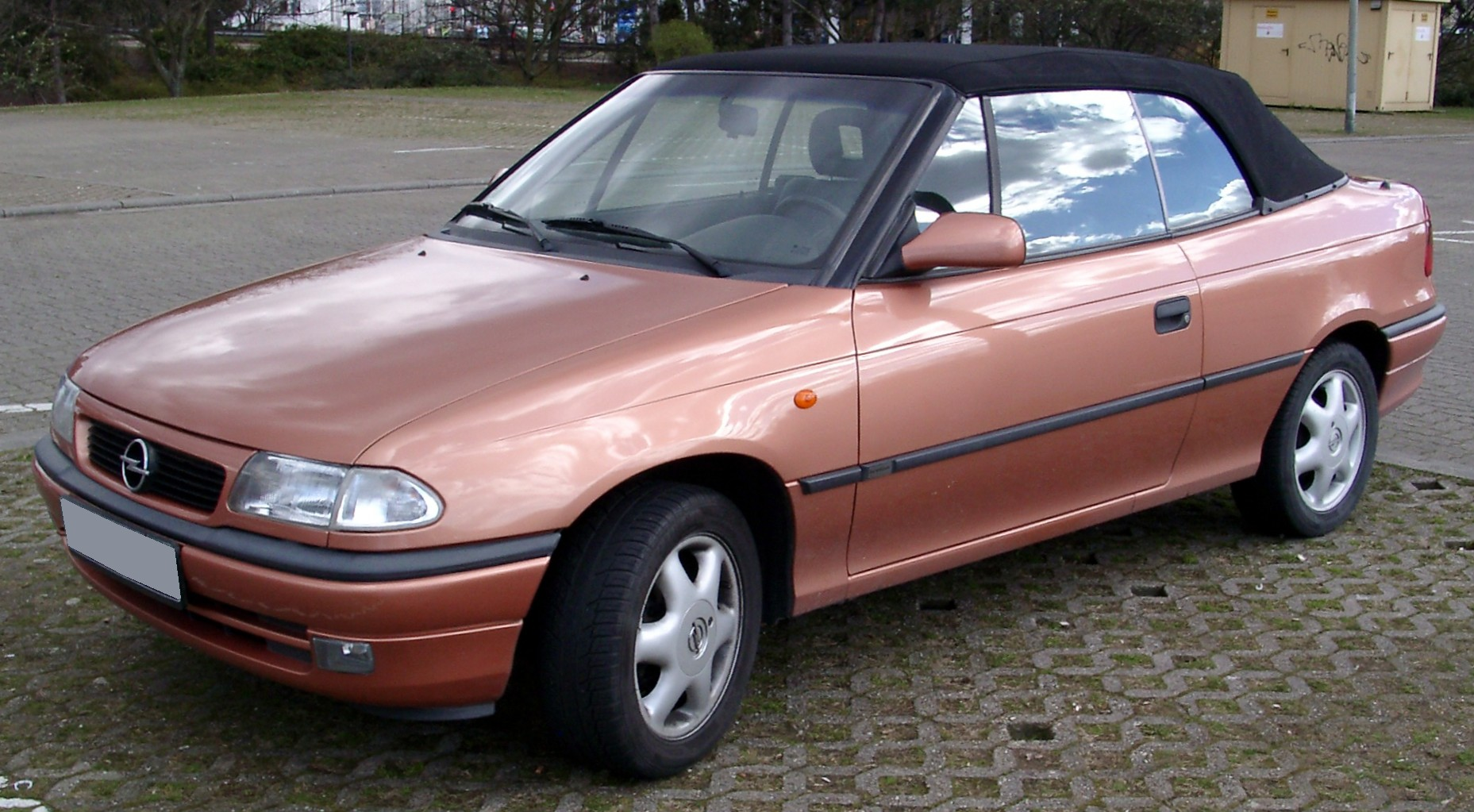
Astra F Cabrio facelift elölről
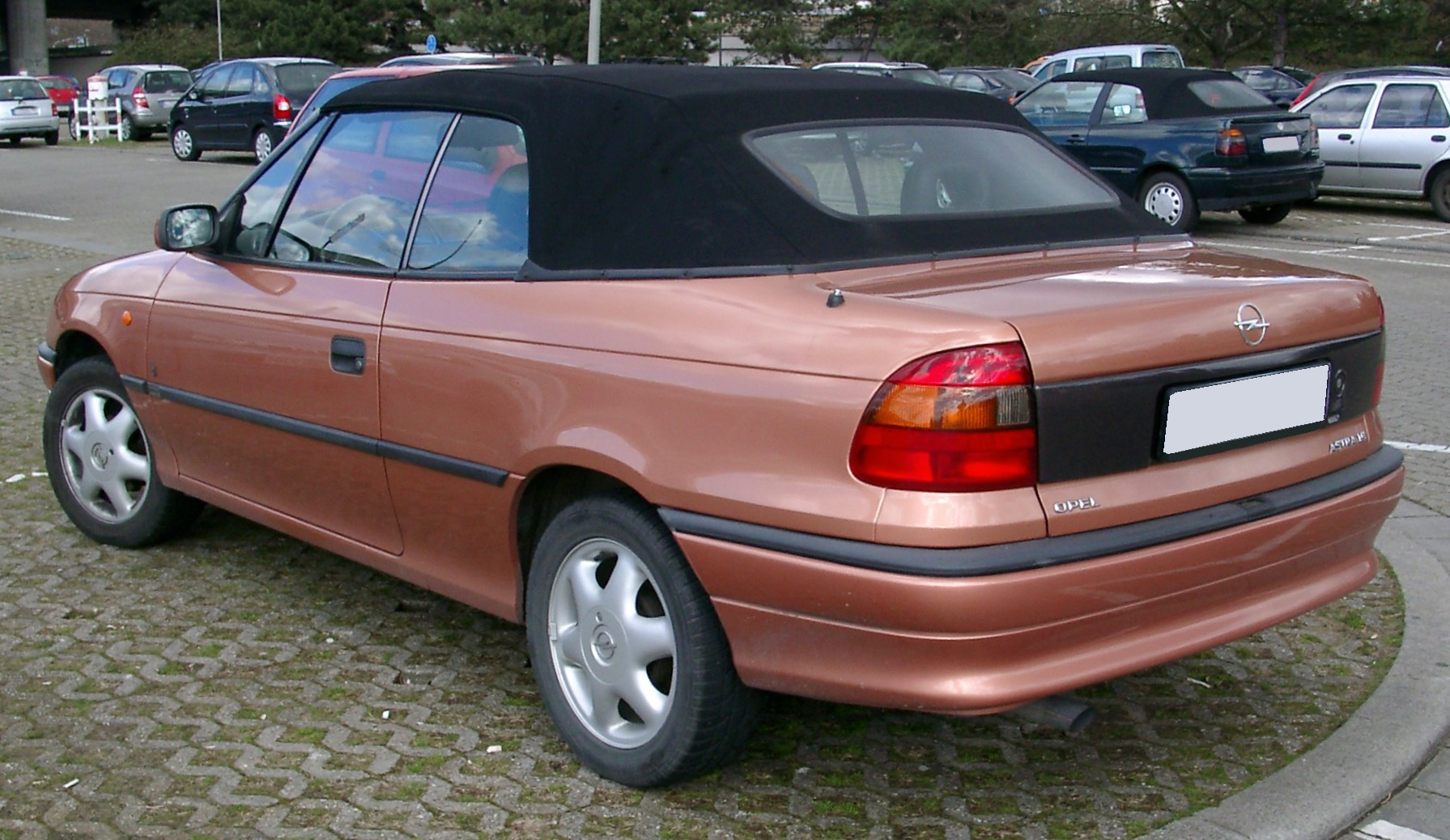
Astra F Cabrio facelift hátulról

| Motorkód             | Motor             | Lökettérfogat | Teljesítmény            | Nyomaték            | Befecskendezési rendszer                   | Szelepmechanizmus | Kompresszió-arány |
| -------------------- | ----------------- | ------------- | ----------------------- | ------------------- | ------------------------------------------ | ----------------- | ----------------- |
| 140I                 | Soros, 4 hengeres | 1389ccm       | 60 hp (45 kW; 61 PS)    | 103 Nm (76 lb.ft.)  | Multi-Point Fuel Injection, MPi            | SOHC              | 9.4:1             |
|                      |                   |               |                         |                     |                                            |                   |                   |
| 140IE                | Soros, 4 hengeres | 1398ccm       | 75 hp (56 kW; 76 PS)    | 110 Nm (81 lb.ft.)  | Karburátor                                 | SOHC              | 9.4:1             |
| 140IS                | Soros, 4 hengeres | 1398ccm       | 82 hp (61 kW; 83 PS)    | 115 Nm (85 lb.ft.)  | Multi-Point Fuel Injection, MPi            | SOHC              | 9.8:1             |
| C14NZ                | Soros, 4 hengeres | 1398ccm       | 60 hp (45 kW; 61 PS)    | 103 Nm (76 lb.ft.)  | Központi injektor                          | SOHC              | 9.4:1             |
| C14SE                | Soros, 4 hengeres | 1389ccm       | 82 hp (61 kW; 83 PS)    | 113 Nm (83 lb.ft.)  | Hengerenkénti injektor, MPi                | SOHC              | 10.0:1            |
| X14NZ                | Soros, 4 hengeres | 1398ccm       | 60 hp (45 kW; 61 PS)    | 103 Nm (76 lb.ft.)  | Központi injektor                          | SOHC              | 9.4:1             |
| X14XE (Ecotec)       | Soros, 4 hengeres | 1398ccm       | 90 hp (67 kW; 91 PS)    | 125 Nm (92 lb.ft.)  | Hengerenkénti injektor, MPi                | DOHC              | 10.5:1            |
| C16NZ és X16SZR      | Soros, 4 hengeres | 1598ccm       | 75 hp (56 kW; 76 PS)    | 125 Nm (92 lb.ft.)  | Központi injektor                          | SOHC              | 9.2:1             |
| C16SE                | Soros, 4 hengeres | 1598ccm       | 101 hp (75 kW; 102 PS)  | 135 Nm (100 lb.ft.) | Hengerenkénti injektor, MPi                | SOHC              | 9.8:1             |
| X16SZ                | Soros, 4 hengeres | 1598ccm       | 71 hp (53 kW; 72 PS)    | 128 Nm (94 lb.ft.)  | Központi injektor                          | SOHC              | 10.0:1            |
| X16XZR               | Soros, 4 hengeres | 1598ccm       | 71 hp (53 kW; 72 PS)    | 128 Nm (94 lb.ft.)  | Központi injektor                          | SOHC              | 9.6:1             |
| X16XEL (Ecotec)      | Soros, 4 hengeres | 1598ccm       | 101 hp (75 kW; 102 PS)  | 148 Nm (109 lb.ft.) | Hengerenkénti injektor, MPi                | DOHC              | 10.5:1            |
| C18NZ                | Soros, 4 hengeres | 1796ccm       | 90 hp (67 kW; 91 PS)    | 145 Nm (107 lb.ft.) | Központi injektor                          | SOHC              | 9.2:1             |
| C18XE                | Soros, 4 hengeres | 1794ccm       | 125 hp (93 kW; 127 PS)  | 168 Nm (124 lb.ft.) | Hengerenkénti injektor, MPi                | DOHC              | 10.8:1            |
| C18SEL (Ecotec)      | Soros, 4 hengeres | 1798ccm       | 115 hp (86 kW; 117 PS)  | 168 Nm (124 lb.ft.) | Multi-Point Fuel Injection, MPi            | DOHC              | 9.9:1             |
| C18XEL (Ecotec)      | Soros, 4 hengeres | 1798ccm       | 115 hp (86 kW; 117 PS)  | 168 Nm (124 lb.ft.) | Hengerenkénti injektor, MPi                | DOHC              | 10.8:1            |
| X18XE (Ecotec)       | Soros, 4 hengeres | 1794ccm       | 115 hp (86 kW; 117 PS)  | 168 Nm (124 lb.ft.) | Hengerenkénti injektor, MPi                | DOHC              | 10.8:1            |
| 20SEH (Dél-Afrika)   | Soros, 4 hengeres | 1998ccm       | 130 hp (97 kW; 132 PS)  | 180 Nm (133 lb.ft.) | Multi-Point Fuel Injection, MPi            | SOHC              | 9.8:1             |
| 20XE-LN (Dél-Afrika) | Soros, 4 hengeres | 1998ccm       | 156 hp (116 kW; 158 PS) | 200 Nm (148 lb.ft.) | Multi-Point Fuel Injection, MPi            | DOHC              | 9.8:1             |
| C20NE                | Soros, 4 hengeres | 1998ccm       | 115 hp (86 kW; 117 PS)  | 170 Nm (125 lb.ft.) | Hengerenkénti injektor, MPi                | SOHC              | 9.2:1             |
| C20XE                | Soros, 4 hengeres | 1998ccm       | 151 hp (113 kW; 153 PS) | 196 Nm (145 lb.ft.) | Hengerenkénti injektor, SFI                | DOHC              | 10.5:1            |
| C20LET (Dél-Afrika)  | Soros, 4 hengeres | 1998ccm       | 204 hp (152 kW; 207 PS) | 280 Nm (207 lb.ft.) | Hengerenkénti injektor, MPi, turbófeltöltő | DOHC              | 8.5:1             |
| X20XEV (Ecotec)      | Soros, 4 hengeres | 1998ccm       | 136 hp (101 kW; 138 PS) | 185 Nm (136 lb.ft.) | Hengerenkénti injektor, MPi                | DOHC              | 10.8:1            |

| Motorkód | Motor                               | Lökettérfogat | Teljesítmény         | Nyomaték            | Befecskendezési rendszer | Szelepmechanizmus | Kompresszió-arány |
| -------- | ----------------------------------- | ------------- | -------------------- | ------------------- | ------------------------ | ----------------- | ----------------- |
| 17D      | Soros, 4 hengeres                   | 1699ccm       | 57 hp (43 kW; 58 PS) | 105 Nm (77 lb.ft.)  | Bosch Injection Pump     | SOHC              | 23:1              |
| 17DR     | Soros, 4 hengeres                   | 1699ccm       | 60 hp (45 kW; 61 PS) | 105 Nm (77 lb.ft.)  | Bosch Injection Pump     | SOHC              | 23:1              |
| X17DTL   | Soros, 4 hengeres, Opel fejlesztés  | 1700ccm       | 68 hp (51 kW; 69 PS) | 132 Nm (97 lb.ft.)  | Bosch Injection Pump     | SOHC              | 22:1              |
| X17DT    | Soros, 4 hengeres, Isuzu fejlesztés | 1686ccm       | 82 hp (61 kW; 83 PS) | 168 Nm (124 lb.ft.) | Bosch Injection Pump     | SOHC              | 22:1              |

## Astra G (1998–2004) Classic (2004-2009)
Az Opel Astra G-t 1998-ban mutatták be. Az Astra sorozatban egyedülálló módon nem volt ráncfelvarrás a modellen. 2004-ben váltotta fel az Astra H típus, de Classic II néven továbbra is kapható volt az 1998-as formájában.

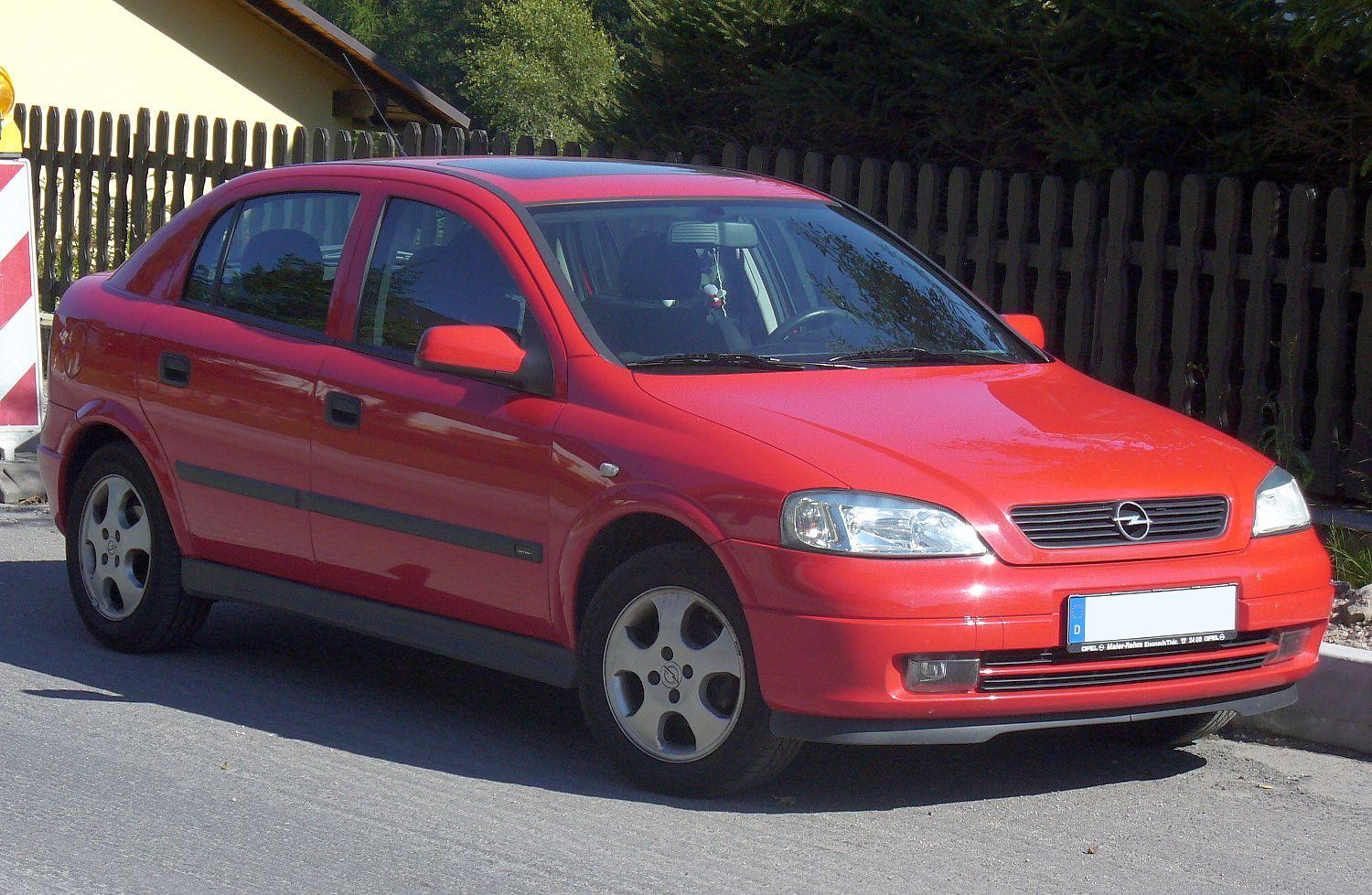
Astra G elölről
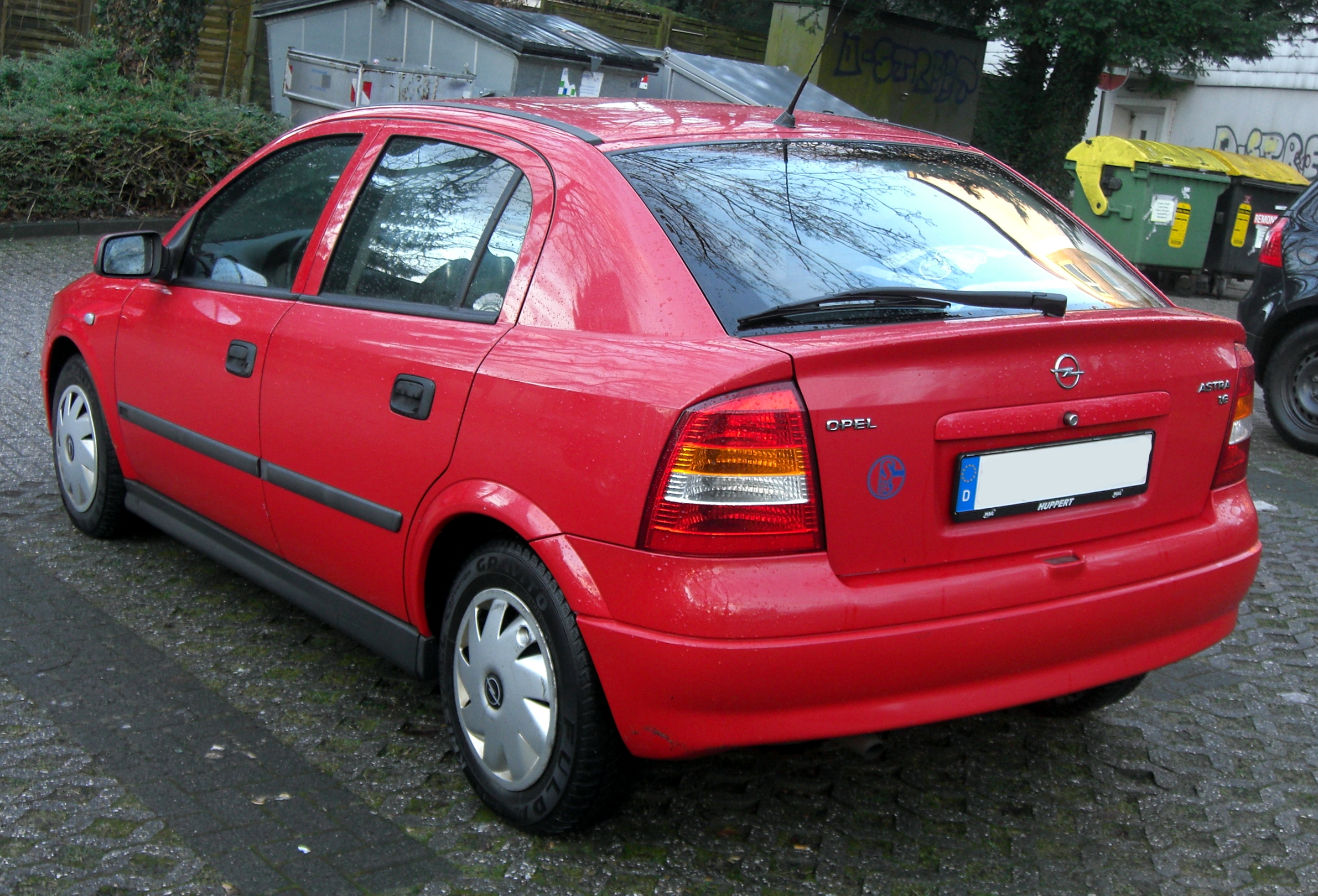
Astra G hátulról
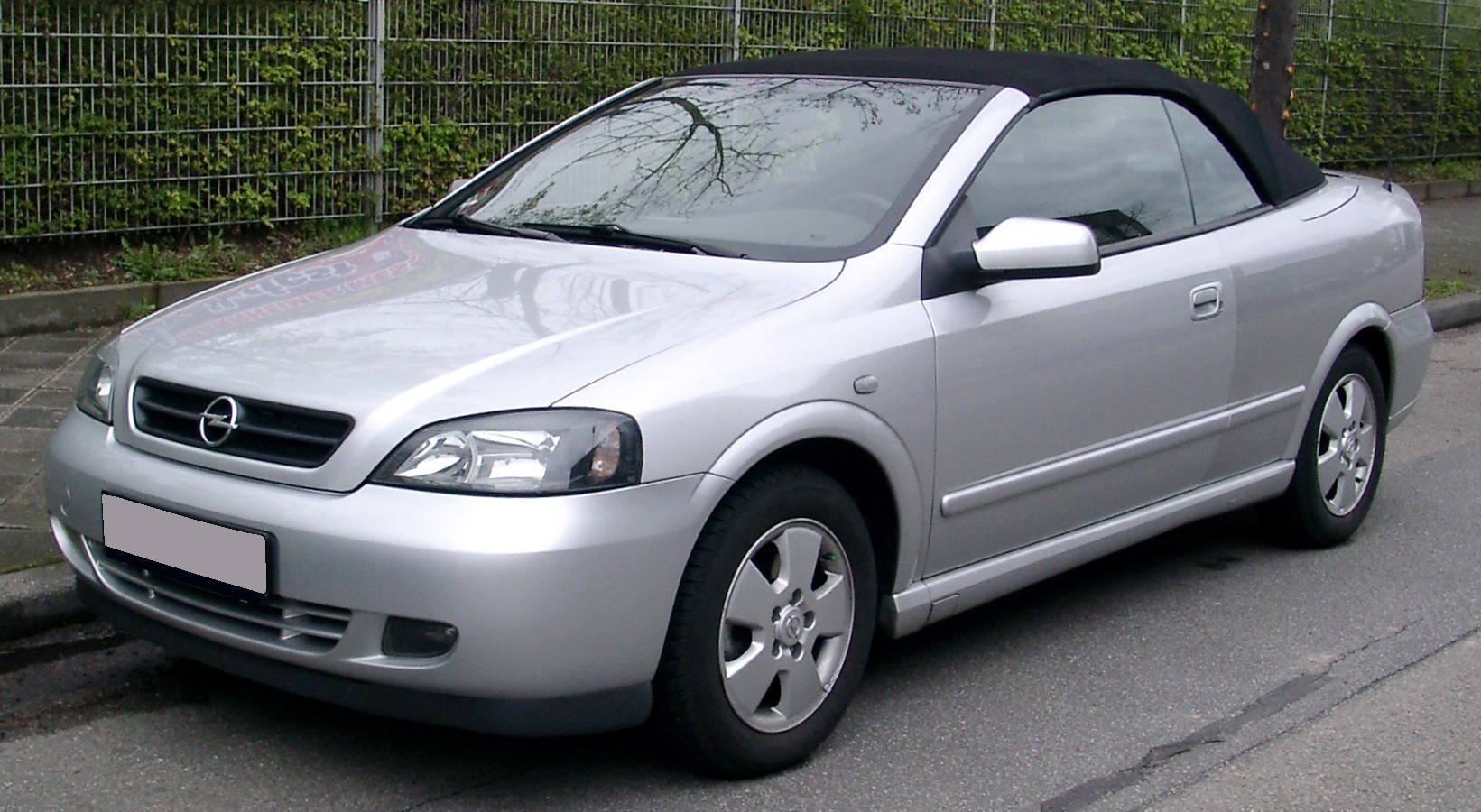
Astra G Cabrio elölről
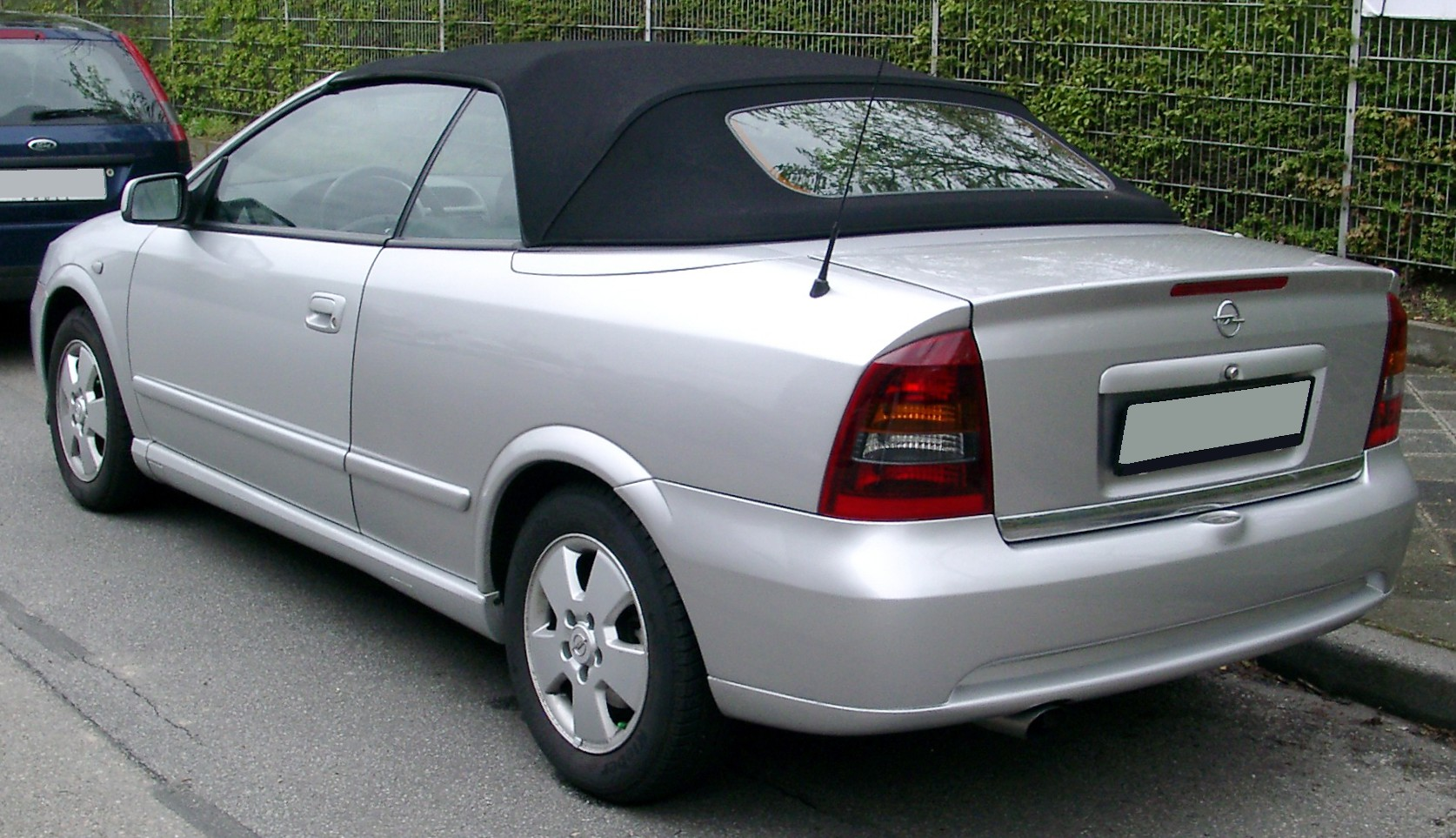
Astra G Cabrio hátulról

## Astra H (2004–2009)
Az Opel Astra H bemutatására 2003 végén került sor. A gyártás már 2004-ben elkezdődött. Ez váltotta le a 6 évig gyártott Astra G-t. Az alsó közép kategóriában képviselteti magát. Széles motorpaletta (benzin és dízel üzemű), biztonságos karosszéria és kitűnő belső ergonómia jellemzi. Biztonságosságát, a karosszéria merevségét az NCAP törésteszt is bizonyította.
Karosszéria-változatai: 3 ajtós (GTC), 4 ajtós (sedan), 5 ajtós és kombi melyet Opeleknél Caravannak neveznek. Sokak bánatára csak első-kerék hajtású változatok léteznek.  A Sedan és a Caravan hosszabb  tengelytávval rendelkezik a 3 és 5 ajtósokhoz képest, ezért hátsó üléssorban kiemelkedően nagy lábteret nyújtanak az utasoknak.
Motorok teljesítménye: 80Le (dízel)- től 177 kW/ 240Le (benzin)- ig terjed, így a legtöbb igényt kielégíti. Karbantartási, szervizelési igényük a kor átlagának megfelelő. 
A motorok mindenkor érvényes környezetvédelmi előírásoknak teljes mértékben megfelelnek, egyes diesel üzemű erőforrásokhoz DPF (Diesel részecskeszűrő) rendszer kapcsolódik. A motorok fejlesztése a modellciklus során sem állt le, így modellfrissítéskor módosításon esett át az 1.6 és 1.8 literes benzines erőforrás, melyek immáron 115 és 140 Le teljesítményre képesek a korábbi 105 és 122 Le-vel szemben. Ezen alkalomból a külső megjelenésen is eszközöltek apró módosításokat, mint a "tejüveg" hátsó lámpa cseréje.
Ezen Astrát az "J" generáció követte és 2009 őszén mutatkozott be. A H még évekig gyártásban marad Classic III néven.

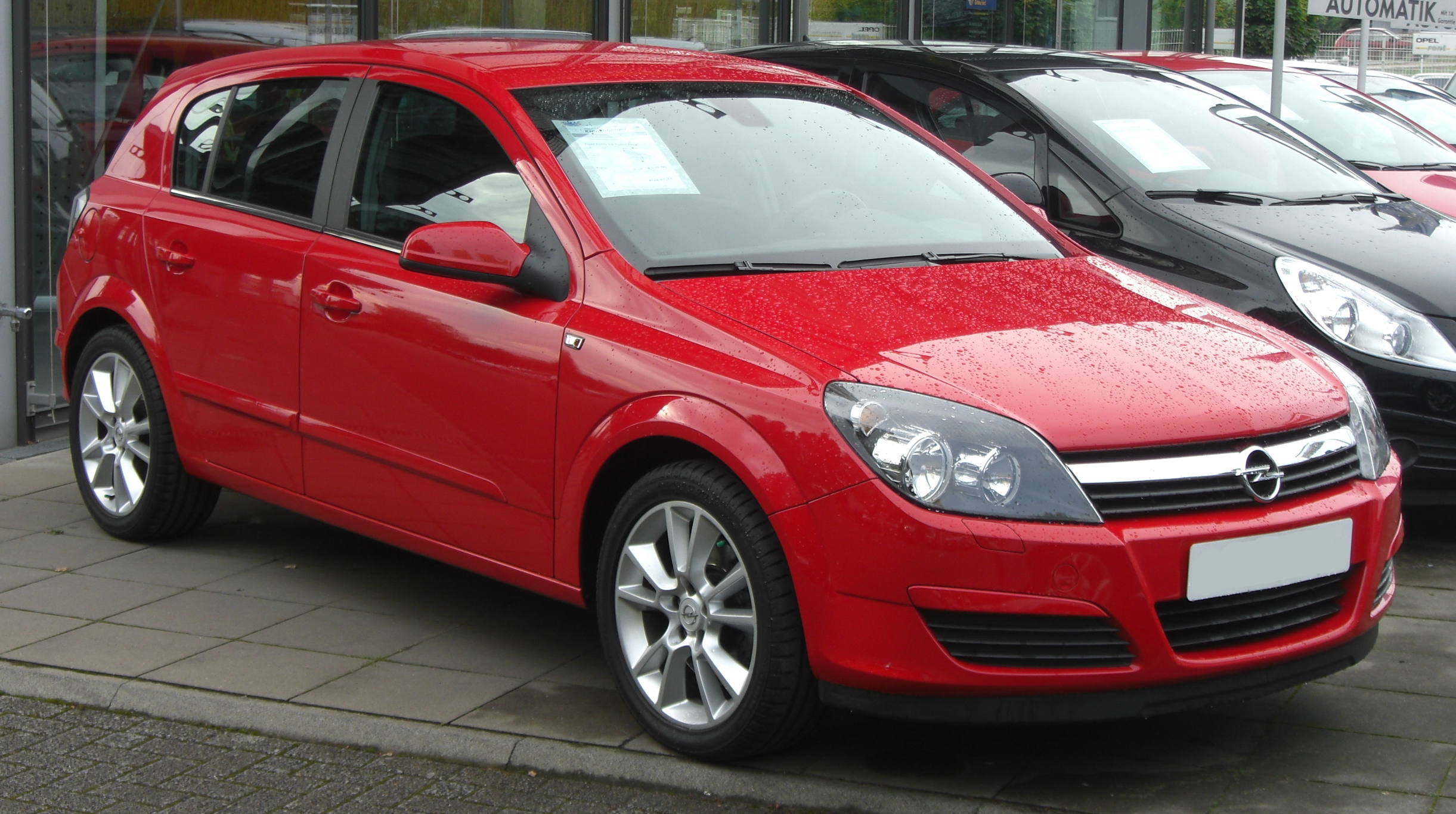
Astra H elölről
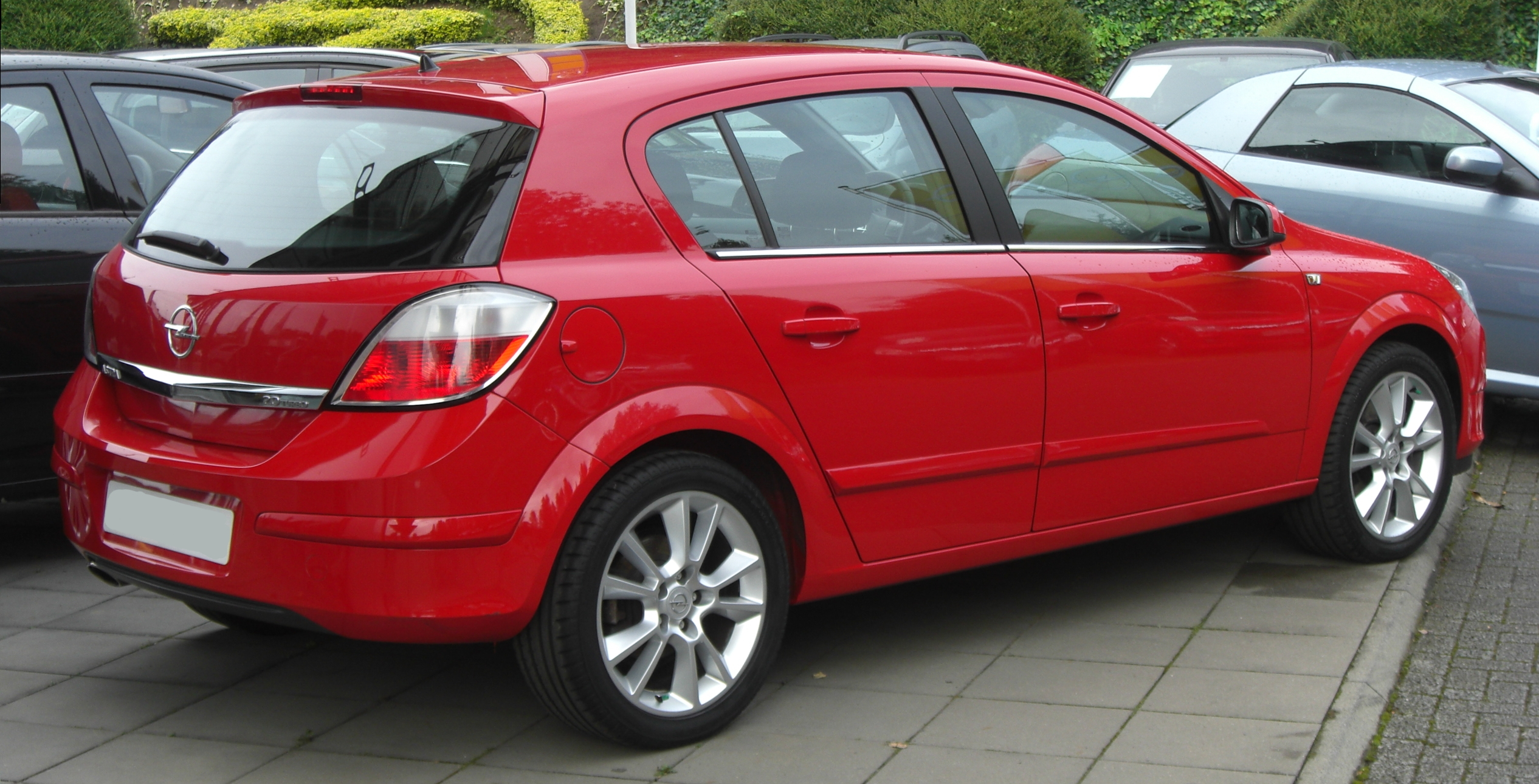
Astra H hátulról
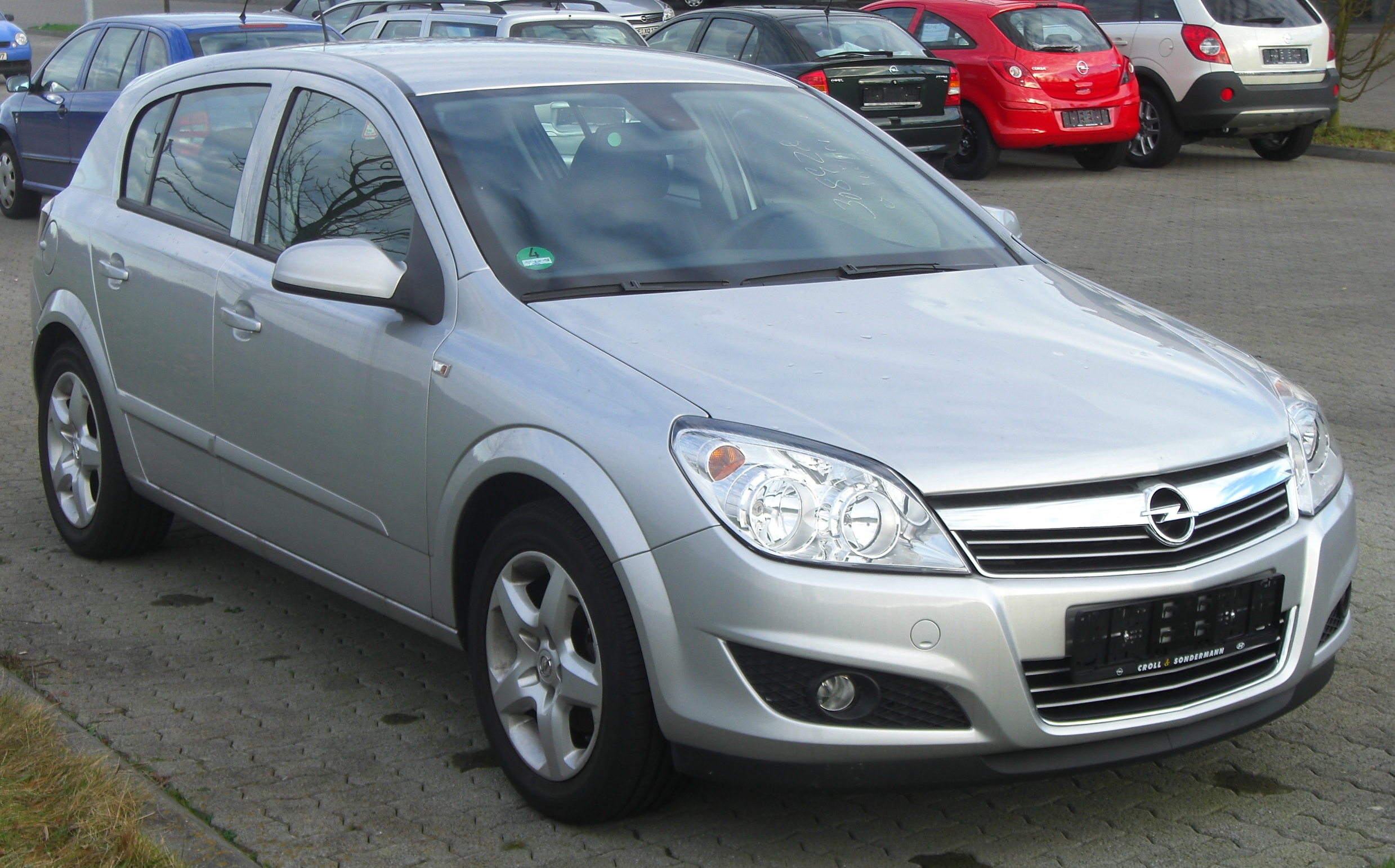
Astra H facelift elölről
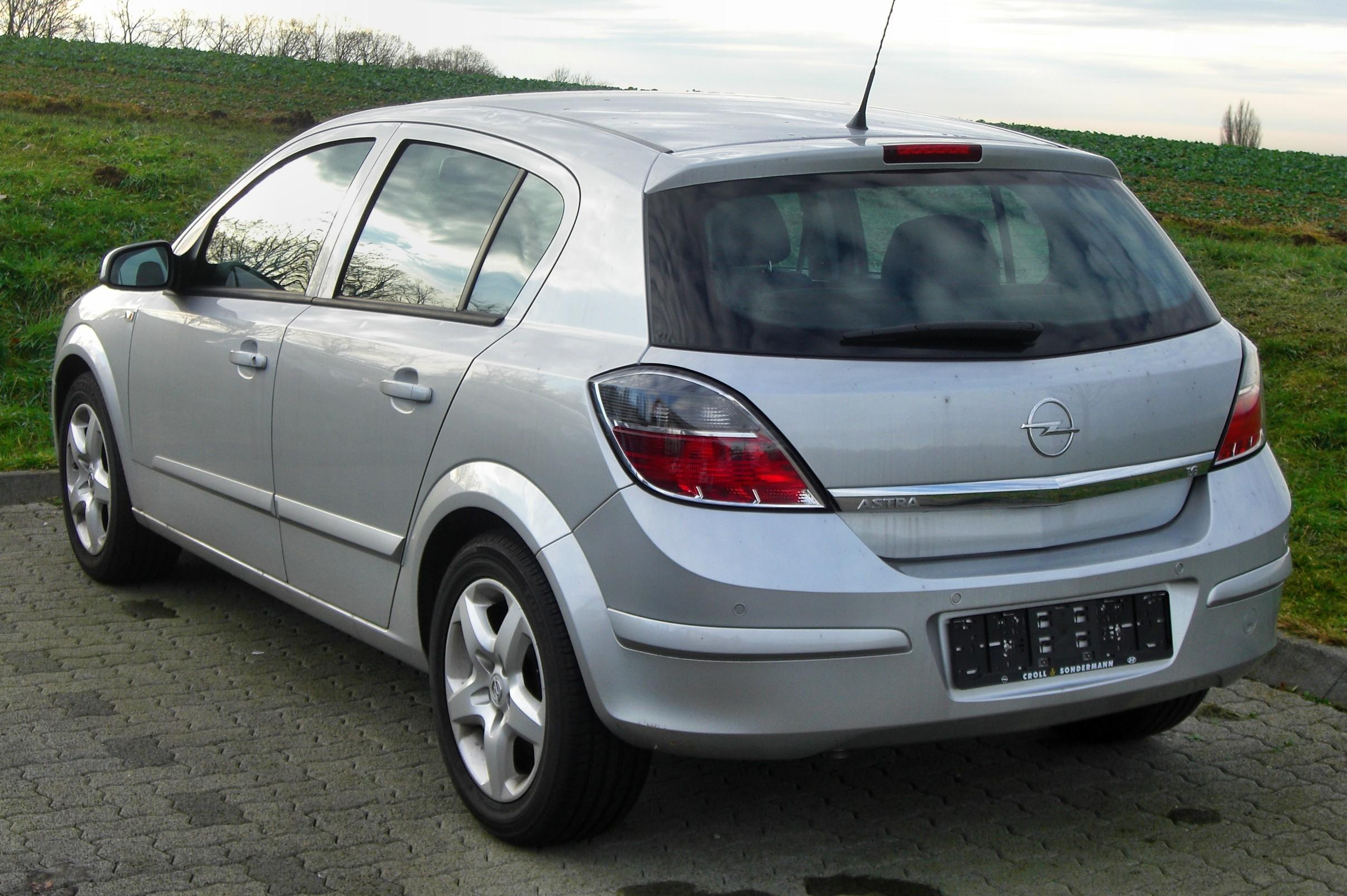
Astra H facelift hátulról
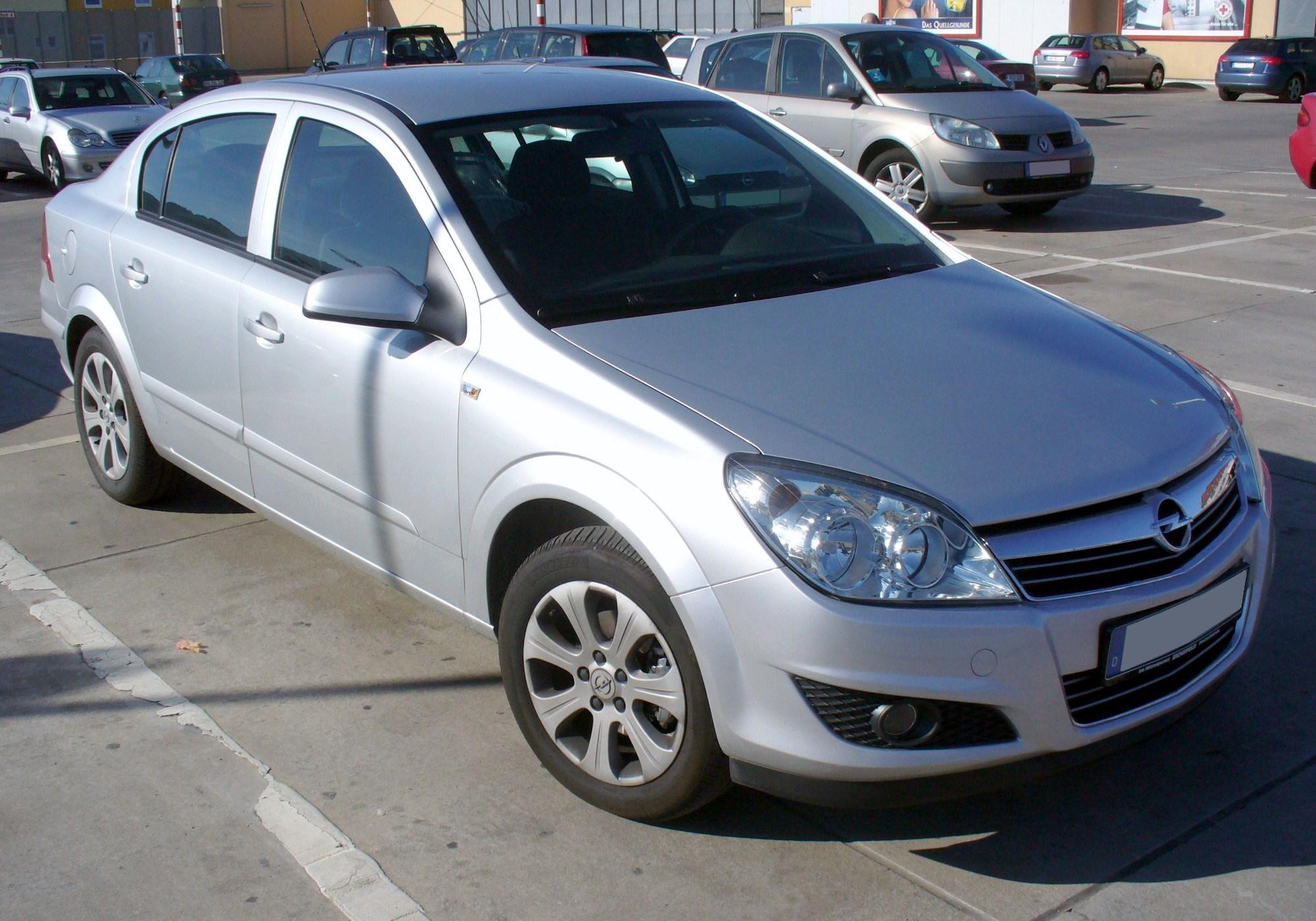
Astra H Sedan elölről
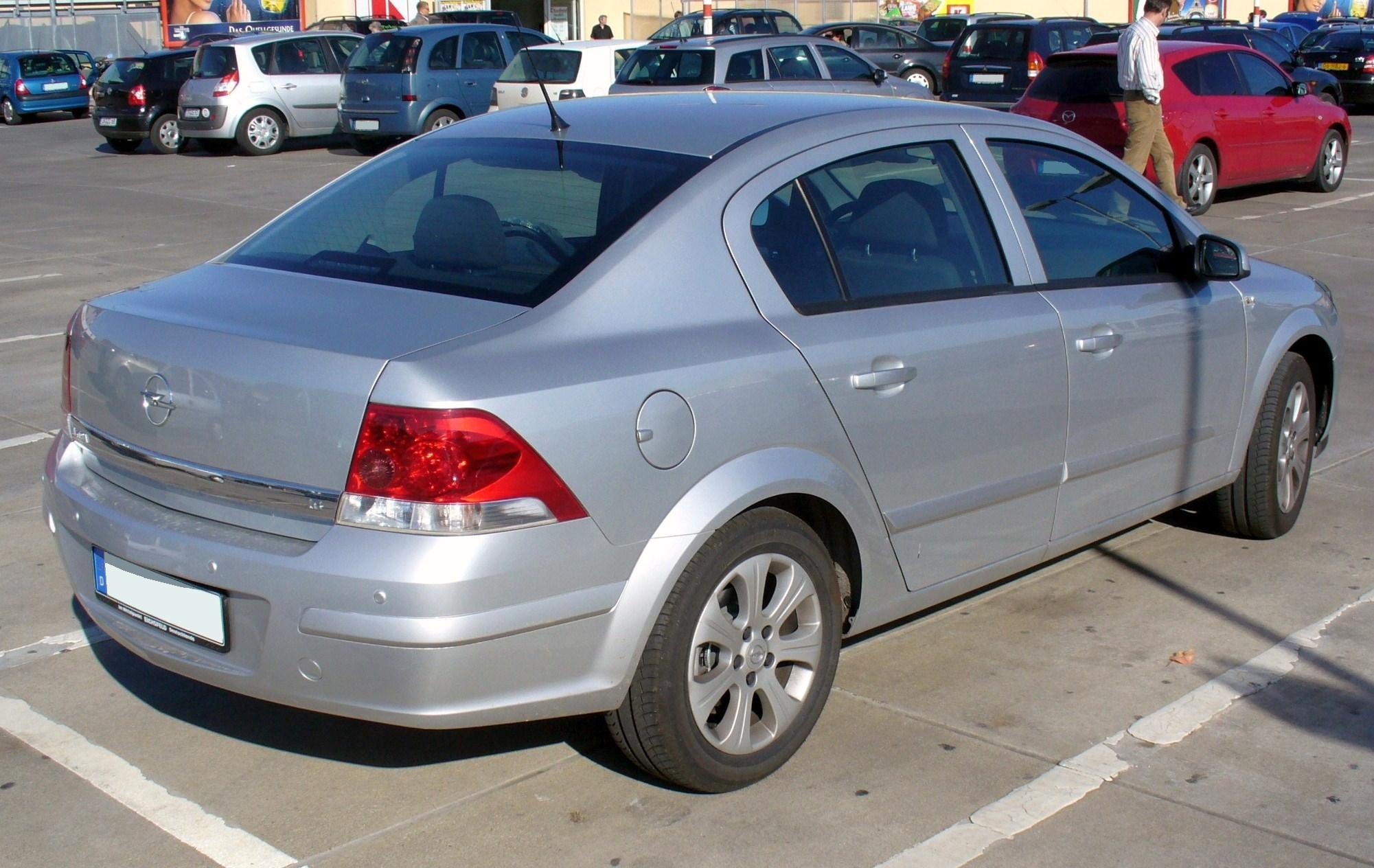
Astra H Sedan hátulról
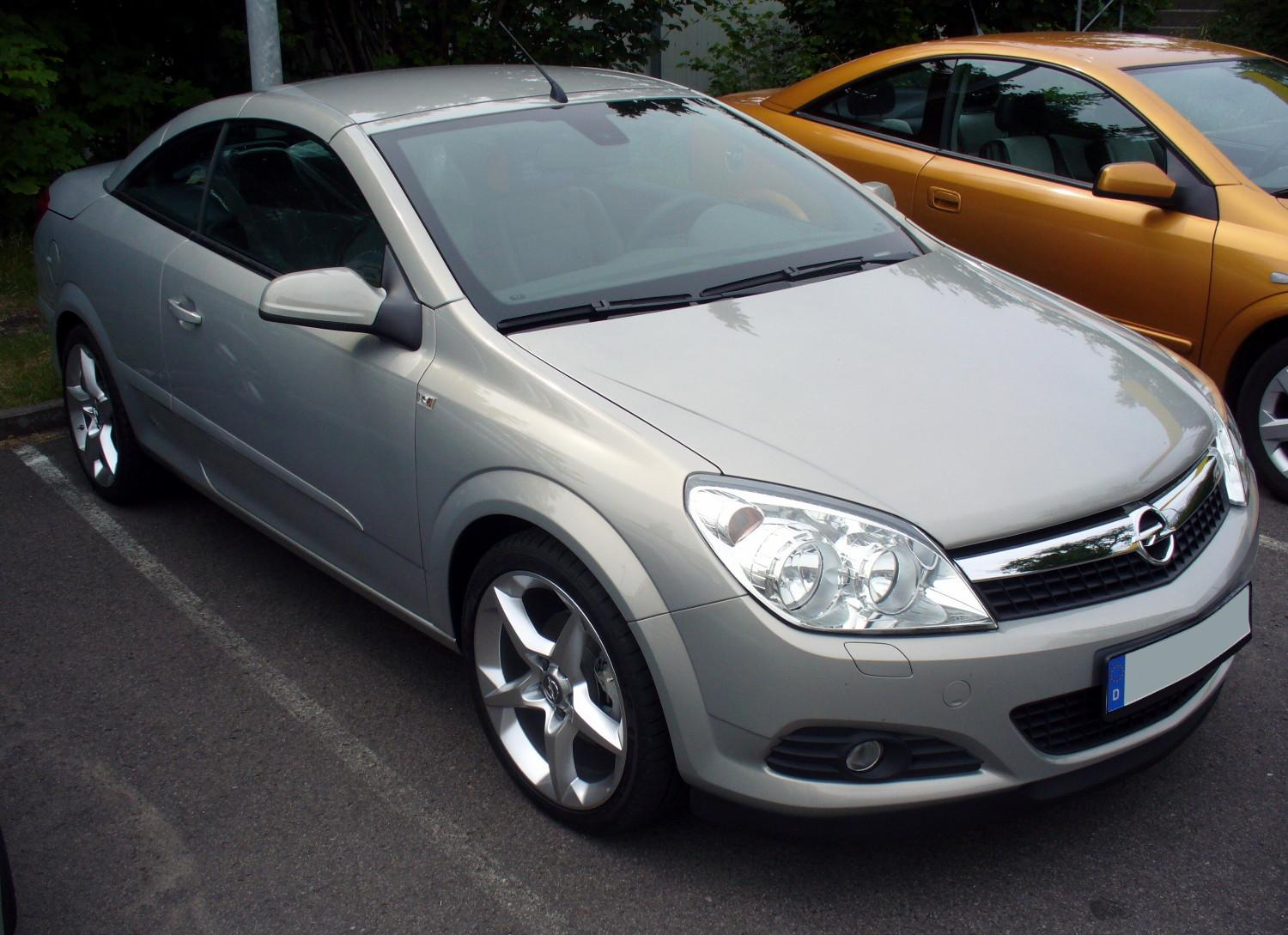
Astra H TwinTop elölről
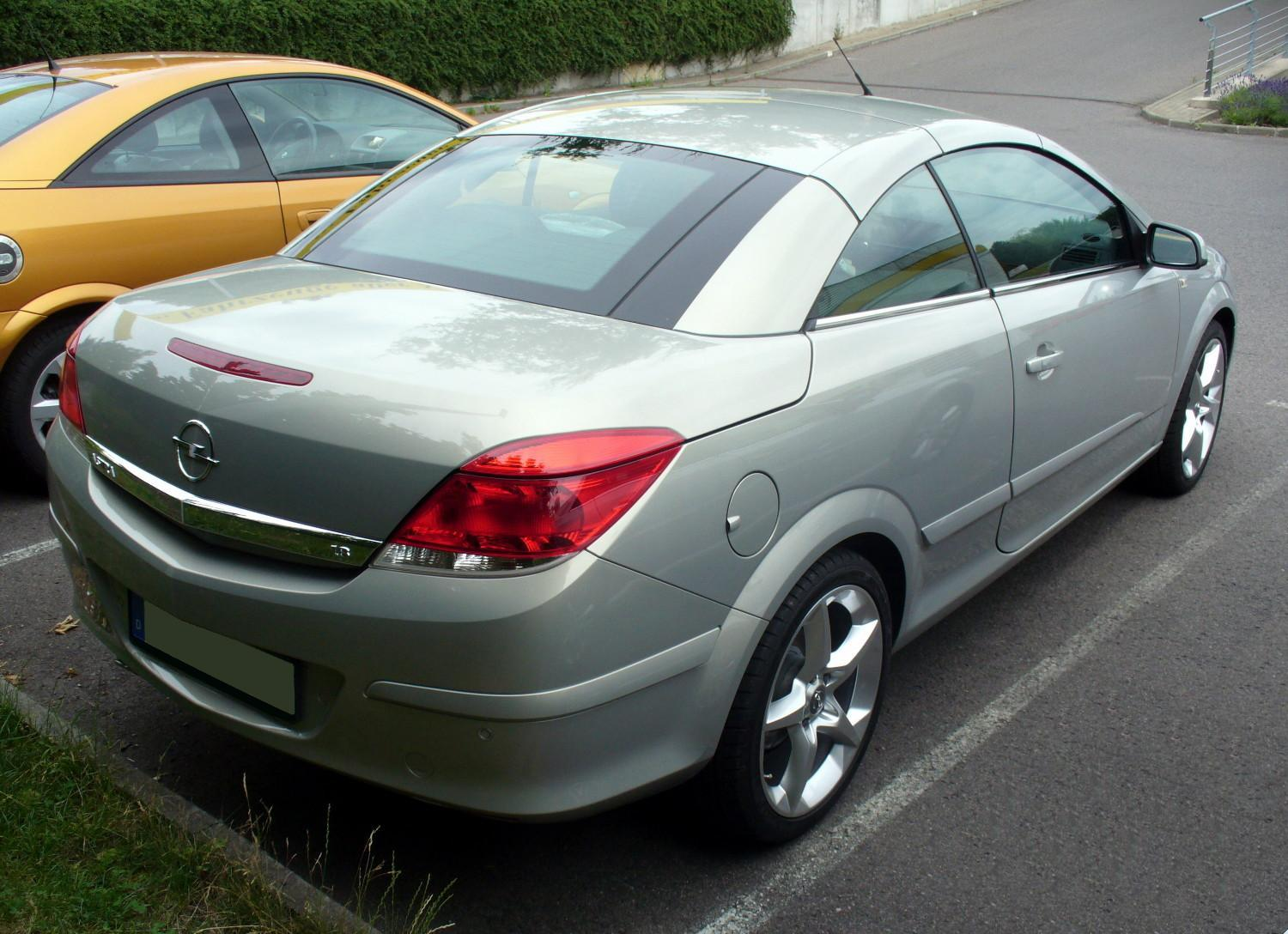
Astra H TwinTop hátulról

## Astra J (2009–2015)
Az új Astra generáció bemutatóját a 2009-es Frankfurti Autószalonon tartották. A legnagyobb számban eladott típusának új generációjához nagy reményeket fűz a vállalat. A formáját tekintve megfigyelhetjük az Insignia jegyeit, azonban a jellegzetes ék forma itt pont fordítva jelenik meg, így a hatalmas orrkiképzésű Insigniával szemben ez a modell kecsesebb megjelenést kapott. Elnevezését tekintve a gyári kód alapján az "I" karakter lenne a helyes, azonban sokan ezt 1-esnek néznék, így Rüsselsheimben úgy döntöttek, hogy egyszerűen átugorják a kritikus karaktert és "J" néven kerül forgalomba. 
Tipushibái: Kipufogó koxolódás, emiatt érdemes katalizátorral együtt cserélni mivel ingadozhat az alapjárat tőle. 

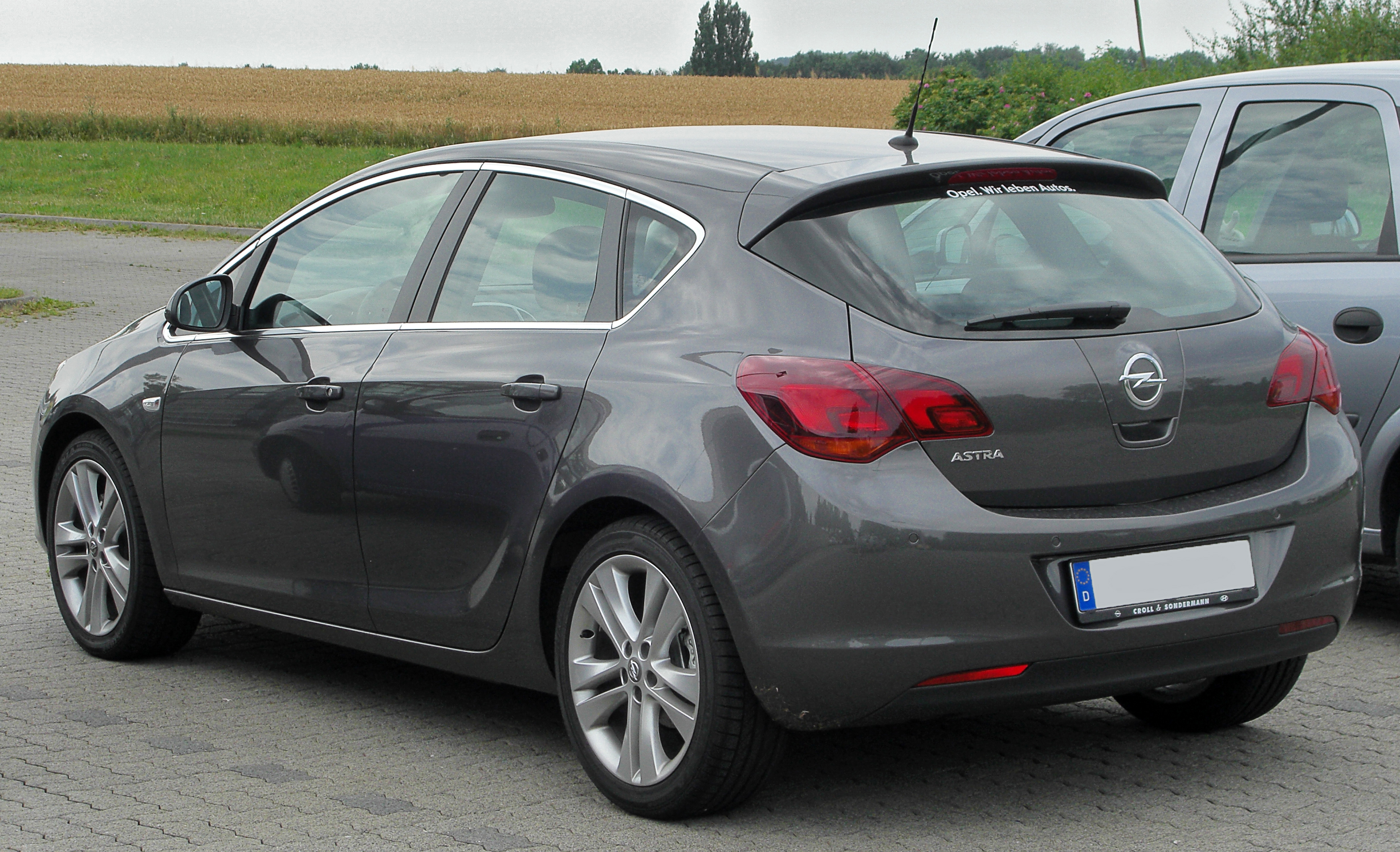
Opel Astra J
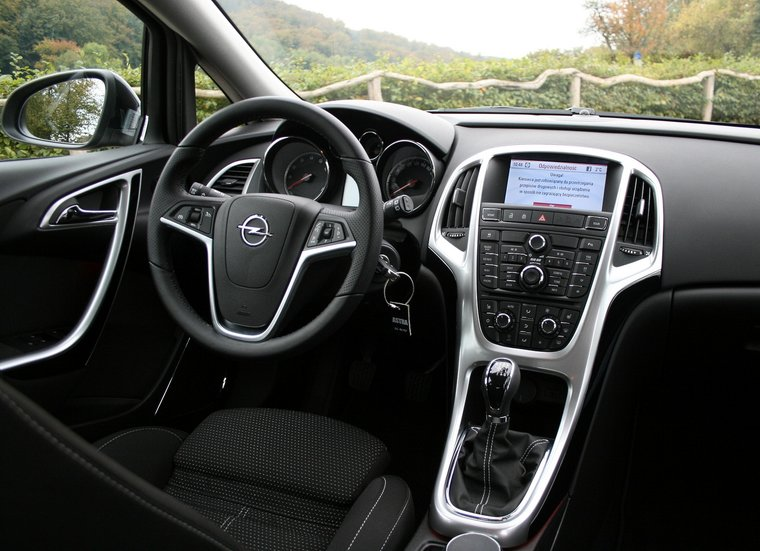
Opel Astra J Belső

## Astra K (2015–2022)
Bemutatóját 2015-ben tartották, majd 2016-ban megnyerte "Az év autója" címet. Igazán nagy sikere van, hiszen mind magánszemélyek, mint cégek szempontjából kedvező árú autó. Kényelmes, tágas, és megbízható. Formailag megfigyelhetjük az "J" Astra egyes elemeit, de igazán nagy változás az autó súlyában mutatkozik meg, hiszen egyes verzióknál 150 kg súlycsökkenés is megjelenhet, ez függ a kiviteltől (ferde hátú vagy kombi) és a motortípustól is. Nagy előrelépés a kategóriaelső IntelliLux LED Matrix fényszóró, valamint az AGR masszázsülés is.

## Az Astra gumiabroncsai
Az Astra-ra való gumiabroncsok a modelltől függően 155 80 R13 79 T és 235 35 R19 91 Y között vannak. Az Astra-ra gyárilag nem szerelnek fel lépcsőzetes abroncsokat, így az azokban ajánlott gumiabroncs-nyomás mind a négy kerékre 2,0-től 2,7 bar-ig terjedhet, attól függően, melyik modellről van szó.